# Calephorus compressicornis
Calephorus compressicornis är en insektsart som först beskrevs av Pierre André Latreille 1804.  Calephorus compressicornis ingår i släktet Calephorus och familjen gräshoppor. Inga underarter finns listade i Catalogue of Life.